# Suni (geografie)
Suni je název agroekologické zóny v Andách. V této zóně se pěstují hlavně brambory (Sollanum sp.). Následuje po zóně Quechua a navazuje na ni zóna Puna.